# Niko Lee Hang
Tapunu'u Unasa Toleafoa Tepafoa'i Papaliitele Niko Lee Hang, né vers 1954 et mort le 29 novembre 2022 à Motoʻotua (en), est un homme politique samoan.

## Biographie
Après sa scolarité dans des écoles catholiques aux Samoa, il étudie à l'université de Nouvelle-Angleterre en Nouvelle-Galles du Sud en Australie et y obtient une licence d'études commerciales. Il obtient ensuite un diplôme de Master en Gestion à l'université de Waikato en Nouvelle-Zélande. De retour aux Samoa, il travaille comme comptable pour une entreprise de transport maritime puis pour la compagnie aérienne Polynesian Airlines,. 
De 1990 à 1997 il travaille comme comptable auprès du bureau d'assurance du gouvernement, atteignant finalement le poste d'adjoint au contrôleur des finances du bureau. De 1997 à 2001 il est le curateur public.
En décembre 2001, il est élu à l'Assemblée législative des Samoa, comme candidat du Parti pour la protection des droits de l'homme (PPDH ; droite chrétienne conservatrice), à l'occasion d'une élection partielle due à la mort du député Chan Chui Van Sung. Il est élu par les électeurs de la circonscription nationale réservée aux quelque 2 300 citoyens samoans d'ascendance non-autochtone,,. En janvier 2002 il est fait sous-secrétaire parlementaire au ministre de la Justice. Confortablement réélu aux élections législatives de 2006, il est nommé ministre des Finances par le Premier ministre Tuila'epa Sa'ilele Malielegaoi.
Bien qu'il conserve son siège de député aux élections de 2011, le Premier ministre Malielegaoi lui préfère Faumuina Tiatia Liuga comme nouveau ministre des Finances, et Niko Lee Hang est relégué au rôle de député d'arrière-ban de la majorité parlementaire. Il demeure un député actif, s'engageant dans la dénonciation de la corruption ; il préside une commission parlementaire qui révèle la corruption de Tiatia Liuga et contraint celui-ci à démissionner. Après les élections de 2016, Niko Lee Hang devient ministre des Travaux publics, des Transports et des Infrastructures. À cette fonction, il préside à un agrandissement de l'aéroport international Faleolo à Apia, à un développement du transport maritime, et au développement de l'accès de la population à l'électricité et à l'eau courante.
Les circonscriptions réservées aux citoyens non-autochtones étant abrogées pour les élections de 2021, Niko Lee Hang se présente dans la nouvelle circonscription Vaimauga 3. Réélu pour un cinquième mandat, il siège cette fois sur les bancs de l'opposition parlementaire, le PPDH ayant perdu les élections. Il est membre de la commission parlementaire aux finances publiques, jusqu'à sa mort l'année suivante. 
Vers la fin 2022, il se rend en Nouvelle-Zélande pour y être soigné. Revenant aux Samoa le 28 novembre, il meurt le lendemain, à l'hôpital à Moto'otua, à l'âge de 68 ans,.